# داني فوخس
داني فوخس (بالألمانية: Danny Fuchs)‏ (25 فبراير 1976 بديساو في ألمانيا - ) هو لاعب كرة قدم ألماني في مركز الوسط. لعب مع غرويتر فورت وفيهين فيسبادن وميونخ 1860 ونادي بوخوم ونادي كارلسروه ونادي كايزرسلاوترن وVfL Bochum II ‏.

## روابط خارجية
- داني فوخس على موقع قاعدة بيانات كرة القدم.إي يو (الإنجليزية)
- داني فوخس على موقع بيانات كرة القدم. دي إي (الألمانية)
- داني فوخس على موقع عالم كرة القدم.نت (الإنجليزية)